# 9673 Kunishimakoto
9673 Kunishimakoto eller 1997 UC25 är en asteroid i huvudbältet som upptäcktes den 25 oktober 1997 av den japanska astronomen Satoru Otomo i Kiyosato. Den är uppkallad efter Makoto Kunishi.
Asteroiden har en diameter på ungefär 3 kilometer.